# 上田村 (山形県)
上田村（うえだむら）は山形県飽海郡にあった村。現在の酒田市北西部、国道344号沿線にあたる。

## 地理
- 河川：豊田川

## 歴史
- 1889年（明治22年）4月1日 - 町村制の施行により、上野曽根村、鶴田村、吉田村、吉田新田村、安田村、苅穂村の区域をもって発足。
- 1913年（大正2年）8月1日 - 西荒瀬村との境界変更[1]。
- 1919年（大正8年）
  - 5月1日 - 北平田村、一条村、本楯村との境界変更[2]。
  - 11月26日 - 西荒瀬村、本楯村との境界変更[3]。
- 1947年（昭和22年）8月15日 - 昭和天皇の戦後巡幸。村役場などに行幸[4]。
- 1954年（昭和29年）12月1日 - 酒田市に編入。同日上田村廃止。

## 交通

### 鉄道路線
村域の北東を羽越本線が掠めるが、駅は所在しなかった。